# Eleotris sandwicensis
Eleotris sandwicensis é uma espécie de peixe da família Eleotridae.
É endémica dos Estados Unidos da América.